# Dan Alexa
Dan Alexa (ur. 28 października 1979 w Timișoarze) – rumuński piłkarz grający na pozycji defensywnego pomocnika.

## Kariera klubowa
Karierę piłkarską Alexa rozpoczął w klubie UMT Timișoara. W 1998 roku awansował do kadry pierwszego zespołu i w sezonie 1998/1999 zadebiutował w nim w trzeciej lidze rumuńskiej. Na początku 1999 roku przeszedł do drugoligowego Rocaru Bukareszt. Wiosną 1999 awansował z nim do pierwszej ligi. W ekstraklasie Rumunii zadebiutował 31 lipca 1999 w przegranym 1:2 wyjazdowym meczu ze Steauą Bukareszt. W Rocarze grał do końca sezonu 2000/2001.
W 2001 roku Alexa przeszedł do drugoligowego Fulgerulu Bragadiru. W trakcie sezonu 2001/2002 odszedł z niego do Universitatei Craiova. Latem 2002 został zawodnikiem Dinama Bukareszt. W sezonie 2003/2004 wywalczył z nim tytuł mistrza Rumunii.
W 2004 roku Alexa wyjechał do Chin i został zawodnikiem klubu Beijing Guo’an. W tym samym roku zdobył z nim Superpuchar Chin. W 2006 roku wrócił do Dinama i grał w nim do końca sezonu 2005/2006. Następnie trafił do Politehniki Timișoara, z którą w 2011 roku został wicemistrzem Rumunii. Następnie po karnej degradacji tego klubu do drugiej ligi odszedł do Rapidu Bukareszt. W 2012 roku został zawodnikiem cypryjskiego Anorthosisu Famagusta. W 2014 zakończył karierę.
| Sezon   | Klub                  | Kraj    | Rozgrywki                 | Mecze | Bramki |
| ------- | --------------------- | ------- | ------------------------- | ----- | ------ |
| 1998/99 | UMT Timișoara         | Rumunia | Divizia C                 | ?     | ?      |
| 1998/99 | Rocar Bukareszt       | Rumunia | Divizia B                 | 8     | 1      |
| 1999/00 | Rocar Bukareszt       | Rumunia | Divizia A                 | 13    | 0      |
| 2000/01 | Rocar Bukareszt       | Rumunia | Divizia A                 | 24    | 1      |
| 2001/02 | Fulgerul Bragadiru    | Rumunia | Divizia B                 | 4     | 0      |
| 2001/02 | Universitatea Krajowa | Rumunia | Divizia A                 | 15    | 0      |
| 2002/03 | Dinamo Bukareszt      | Rumunia | Divizia A                 | 24    | 0      |
| 2003/04 | Dinamo Bukareszt      | Rumunia | Divizia A                 | 23    | 1      |
| 2004    | Beijing Guo’an        | Chiny   | Super League              | 16    | 0      |
| 2005    | Beijing Guo’an        | Chiny   | Super League              | 24    | 0      |
| 2005/06 | Dinamo Bukareszt      | Rumunia | Divizia A                 | 13    | 1      |
| 2006/07 | Politehnica Timișoara | Rumunia | Liga I                    | 27    | 0      |
| 2007/08 | Politehnica Timișoara | Rumunia | Liga I                    | 17    | 1      |
| 2008/09 | FC Timișoara          | Rumunia | Liga I                    | 25    | 0      |
| 2009/10 | FC Timișoara          | Rumunia | Liga I                    | 29    | 2      |
| 2010/11 | FC Timișoara          | Rumunia | Liga I                    | 28    | 2      |
| 2011/12 | Rapid Bukareszt       | Rumunia | Liga I                    | 25    | 3      |
| 2012/13 | Anorthosis Famagusta  | Cypr    | Protathlima A’ Kategorias | 22    | 0      |
| 2013/14 | Anorthosis Famagusta  | Cypr    | Protathlima A’ Kategorias | 18    | 2      |

## Kariera reprezentacyjna
W reprezentacji Rumunii Alexa zadebiutował 27 maja 2004 roku w przegranym 0:1 towarzyskim meczu z Irlandią.